# Карлтон Плејс (Онтарио)
Карлтон Плејс (енгл. Carleton Place) је градић у Канади у покрајини Онтарио. Према резултатима пописа 2011. у граду је живело 9.809 становника.

## Становништво
Према резултатима пописа становништва из 2011. у граду је живело 9.809 становника, што је за 3,8% више у односу на попис из 2006. када је регистровано 9.453 житеља.
| 2006. | 2011. | 2016.  |
| ----- | ----- | ------ |
| 9.453 | 9.809 | 10.644 |